# Motivgeschichte
Motivgeschichte ist eine Teildisziplin der Literaturwissenschaft, die die Geschichte von Motiven oder Motivkomplexen untersucht. Die Motivgeschichte stellt ein konkretes Motiv oder einen Motivkomplex diachronisch dar. Die dabei ermittelten Konstanten und Varianten, individuellen oder Epoche spezifischen Präferenzen gestatten Rückschlüsse auf die Funktion von Motiven im Text, auf die historische Modifikation von Bedeutungsstrukturen und auf ihre historisch – gesellschaftliche Vermitteltheit.
Mit der Motivgeschichte hat sich die Germanistik seit ihrer Konstituierung als Wissenschaft im frühen 19. Jahrhundert befasst: aus der Geschichte von Motiven, die in den „Hausmärchen“ sowie in anderen Gattungen der Volksdichtung vorkommen, lässt sich nach Wilhelm Grimms Meinung ein „urdeutscher Mythus“ rekonstruieren. Im Anschluss konzentrierten sich Germanisten bei der Erforschung von Motiven auf deren Alter, Herkunft, Wandlung und Verbreitung. Ihre Ergebnisse wurden für die Märchenforschung vor allem für die von Krohn und Aarne begründete „finnische merachenschuel“ maßgebend. Dagegen suchte der Positivismus aus der Betrachtung von Motiven Aufschlüsse über literarische Abhängigkeitsverhältnisse zu gewinnen, was die atomistische Sondierung und Registratur von Inhaltselementen mit sich brachte. Bestrebungen der deutschsprachigen Komparatistik in den 1970er Jahren, den wissenschaftshistorisch belasteten Begriff der Stoff- und Motivgeschichte durch „Thematologie“ zu ersetzen und dadurch zugleich eine methodisch-theoretische Neuorientierung herbeizuführen, lösten eine intensive Diskussion aus, die bis heute andauert. Neuere motivgeschichtliche Monographien suchen „durch Kontrast Analyse wichtige Indizien zur Bestimmung der historischen und ästhetischen Spezifik einzelner Werke“ zu gewinnen, während die Motiv-Lexika weiterhin eher positivistischem Sammeln verpflichtet bleiben. Daneben aber wird nach wie vor die herkömmliche Beschreibung von Gattungs- und Epochenaffinitäten praktiziert und auch die Suche nach existentiellen bzw. anthropologischen Grundmustern dauert an. Dementsprechend zeichnen sich motivgeschichtliche Studien in der Gegenwart durch einen kulturvergleichenden Ansatz aus.